# 오카노 (1604년)
오카노(일본어: 岡野 おかの[*], 1604년 (게이초 9년) - 1676년 8월 22일 (엔포 4년 7월 13일))는 에도 시대 초기에 살은 오오쿠 조츄 (필두 로죠)이다. 아버지는 어전의 소우센 호우인이다. 양자로는 타카마츠번사 能勢小原太이다.

## 생애
소우센 호우인의 차녀로 태어났다. 아버지 호우인은 오다 노부나가ㆍ도요토미 히데요시ㆍ도쿠가와 이에야스의 3대에 걸쳐 섬겼던 어전의(御典医)이다. 에도 막부 2대 쇼군인 도쿠가와 히데타다 시대에 오오쿠에 들어가 도쿠가와 이에미츠ㆍ도쿠가와 이에츠나를 섬겼다. 특히, 이에미츠의 신임은 두터웠다.
1676년 8월 22일 (엔포 4년 7월 13일), 73세의 나이로 병사했다. 묘소는 도쿄도 아라카와구 니시닛포리에 있는 난센지이다. 계명은 栄寿院殿松岩慧昌大姉이다. 오카노가 병사했을 때는 이에미츠는 깊이 애도하고, 영세회향을 위해 난센지에 아오이 문장 사용을 허락하고, 주인사(朱印寺)로 대접하였다. 1686년 (조쿄 3년)에는 오카노의 유언으로, 주인지 3천석을 난센지에 하사했다. 쇼군이 직접 묘에 참배하였는데, 이는 쇼군이 신하의 무덤에 참배한 일은 전례가 없는 일이라고 기록되어 있다.

## 같이 보기
- 야지마노츠보네 - 같은 시기의 오오쿠 오토시요리